# Seznam poslanců Poslanecké sněmovny Říšské rady (1861–1865)
Toto je seznam poslanců Poslanecké sněmovny Říšské rady ve funkčním období 1861–1865. Zahrnuje všechny členy Poslanecké sněmovny rakouské (pro neúčast uherských poslanců s výjimkou poslanců ze Sedmihradska fakticky jen předlitavské) Říšské rady v I. funkčním období od ustavení Říšské rady v roce 1861 až do roku 1865 (Říšská rada nebyla v tomto období volena ještě přímo, ale fungovala jako sbor delegátů vysílaných jednotlivými zemskými sněmy). Funkční období sněmovny zahrnovalo tři zasedání (od 29. dubna 1861 do 18. prosince 1862 I. zasedání, od 17. června 1863 do 15. února 1864 II. zasedání a od 12. listopadu 1864 do 27. července 1865 III. zasedání).

## Seznam poslanců
| Jméno                            | Korunní země    | Kurie                              | Volební obvod                                                          | Poznámka |
| -------------------------------- | --------------- | ---------------------------------- | ---------------------------------------------------------------------- | --- |
| Aichenegg Jakob von              | Korutany        | městská / obchodních a živn. komor |                                                                        | 17. 6. 1863 složil slib. |
| Alberti Vincenzo degli           | Dalmácie        | obchodních komor                   |                                                                        | |
| Aldulean Ioan                    | Sedmihradsko    |                                    |                                                                        | 20. 10. 1863 složil slib, 12. 11. 1864 opětovně složil slib.                                                                                |
| Alesani Hieronymus               | Dalmácie        |                                    |                                                                        | 12. 11. 1864 složil slib. |
| Althann Karl von                 | Čechy           | velkostatkářská                    |                                                                        | |
| Bachofen von Echt Clemens        | Čechy           | měst a průmysl. míst               |                                                                        | |
| Bariț George                     | Sedmihradsko    |                                    |                                                                        | 23. 10. 1863 složil slib, 9. 1. 1865 opětovně složil slib.                                                                                  |
| Bayer Joseph Ludwig              | Štýrsko         | velkostatkářská                    |                                                                        | |
| Becher Franz                     | Čechy           |                                    |                                                                        | 17. 6. 1863 složil slib. |
| Begna Possedaria Cosimo          | Dalmácie        |                                    |                                                                        | 21. 11. 1864 složil slib. |
| Belcredi Richard                 | Slezsko / Čechy | velkostatkářská                    |                                                                        | Rezignace oznámena na schůzi 10. 2. 1864, 21. 11. 1864 opětovně složil slib, nyní jako poslanec za velkostatkářskou kurii z Čech.           |
| Bendella Theophil                | Bukovina        | velkostatkářská                    |                                                                        | |
| Bernhard Athanasius              | Čechy           | velkostatkářská                    |                                                                        | |
| Bethmann Alexander von           | Čechy           | velkostatkářská                    |                                                                        | 12. 11. 1864 složil slib. |
| Bętkowski Nikodem                | Halič           | městská                            | Wieliczka                                                              | 19. 10. 1864 zemřel. |
| Bilewicz Valentin                | Halič           | venkovských obcí                   | okres Mostyska                                                         | 3. 5. 1861 složil slib. |
| Bílý Jan                         | Morava          | venkovských obcí                   | Brno okolí, Tišnov, Ivančice                                           | Rezignace oznámena na schůzi 22. 11. 1864.                                                                                                  |
| Binder Michael                   | Sedmihradsko    |                                    |                                                                        | 20. 10. 1863 složil slib, 12. 11. 1864 opětovně složil slib.                                                                                |
| Bocheński Alojzy                 | Halič           | velkostatkářská                    |                                                                        | 11. 5. 1861 složil slib. |
| Bohatielu Alexander              | Sedmihradsko    |                                    |                                                                        | 20. 10. 1863 složil slib, 21. 11. 1864 opětovně složil slib.                                                                                |
| Bologa Iacob                     | Sedmihradsko    |                                    |                                                                        | 20. 10. 1863 složil slib. |
| Bonda Orsato                     | Dalmácie        |                                    |                                                                        | 5. 12. 1864 složil slib. |
| Brán-Pap de Temény Ioan          | Sedmihradsko    |                                    |                                                                        | 20. 10. 1863 složil slib, 21. 11. 1864 opětovně složil slib.                                                                                |
| Brauner František August         | Čechy           | venkovských obcí                   | Přeštice, Nepomuk                                                      | 2. 5. 1861 složil slib, zánik mandátu pro absenci oznámen na schůzi 14. 7. 1863.                                                            |
| Brestel Rudolf von               | Dolní Rakousy   |                                    |                                                                        | 12. 11. 1864 složil slib. |
| Breuner-Enckevoirth August       | Dolní Rakousy   | velkostatkářská                    |                                                                        | |
| Brinz Alois                      | Čechy           | měst a průmysl. míst               | okres Karlovy Vary a Jáchymov                                          | |
| Brolich Johann                   | Kraňsko         | městská                            | Radovljica, Tržič, Kamnik                                              | |
| Brosche Karl Eduard              | Čechy           | obchodních komor                   | Praha                                                                  | Rezignace oznámena dopisem 19. 10. 1864. |
| Bujas Simeone                    | Dalmácie        | venkovských obcí                   | Šibenik                                                                | |
| Burger Friedrich Moritz von      | Istrie          | městská                            |                                                                        | 4. 11. 1861 složil slib. |
| Buteanu de Nagy-Somkut Ladislaus | Sedmihradsko    |                                    |                                                                        | 12. 11. 1864 složil slib. |
| Cielecki Włodzimierz             | Halič           | velkostatkářská                    |                                                                        | 11. 5. 1861 složil slib. |
| Cipariu Timotei                  | Sedmihradsko    |                                    |                                                                        | 20. 10. 1863 složil slib. |
| Clam-Martinic Jindřich Jaroslav  | Čechy           | velkostatkářská                    |                                                                        | Rezignace oznámena dopisem 23. 9. 1862. |
| Consolati Vincenzo               | Tyrolsko        |                                    |                                                                        | 14. 7. 1863 složil slib, 16. 12. 1863 zemřel.                                                                                               |
| Conti Stefano                    | Terst           |                                    |                                                                        | 17. 6. 1863 složil slib. |
| Černe Anton                      | Gorice          |                                    | okres Komen a Sežana                                                   | |
| Čupr František                   | Čechy           | venkovských obcí                   | Vysoké Mýto, Skuteč, Hlinsko                                           | |
| Dabon Claudius                   | Horní Rakousy   | venkovských obcí                   |                                                                        | |
| Daubek Eduard                    | Čechy           | velkostatkářská                    |                                                                        | |
| Demel von Elswehr Johann         | Slezsko         | městská                            | Těšín a další města                                                    | |
| Derbič Jožef                     | Kraňsko         | venkovských obcí                   | Kranj, Lac, Tržič                                                      | [ 1 ] |
| Descovich Giuseppe               | Dalmácie        |                                    |                                                                        | 27. 6. 1863 složil slib. |
| Desfours-Walderode Franz         | Čechy           | velkostatkářská                    |                                                                        | 17. 6. 1863 složil slib. |
| Deschmann Karl                   | Kraňsko         | městská                            | Idrija                                                                 | |
| Dietl Józef                      | Halič           | velkostatkářská                    |                                                                        | 27. 5. 1861 složil slib. |
| Difnico Melchiorre               | Dalmácie        |                                    |                                                                        | 15. 9. 1863 složil slib. |
| Doblhoff Anton                   | Dolní Rakousy   | venkovských obcí                   | Wiener Neustadt                                                        | |
| Dobrila Juraj                    | Istrie          | virilista                          |                                                                        | 4. 11. 1861 složil slib. |
| Dobrzański Aleksander            | Halič           | velkostatkářská                    |                                                                        | |
| Dreher Anton                     | Dolní Rakousy   | venkovských obcí                   | Bruck an der Leitha                                                    | 26. 12. 1863 zemřel. |
| Dunca Paul                       | Sedmihradsko    |                                    |                                                                        | 20. 10. 1863 složil slib. |
| Dvořák Šimon                     | Čechy           | měst a průmysl. míst               | Hořovice, Beroun, Radnice, Rokycany                                    | Rezignace oznámena dopisem 30. června 1863.                                                                                                 |
| Dzieduszycki Kazimierz Adam      | Halič           | velkostatkářská                    |                                                                        | 11. 5. 1861 složil slib, rezignace oznámena dopisem 30. 9. 1863.                                                                            |
| Edlbacher August st.             | Horní Rakousy   | venkovských obcí                   |                                                                        | 1862 zemřel. |
| Eder Franz Albert                | Salcbursko      | tržní obce                         | Golling, Abtenau, Kuchl                                                | |
| Eder Wilhelm                     | Dolní Rakousy   | velkostatkářská                    |                                                                        | |
| Eichhoff Josef von               | Morava          | velkostatkářská                    |                                                                        | 17. 6. 1863 složil slib. |
| Eiselsberg Guido von             | Horní Rakousy   | velkostatkářská                    |                                                                        | |
| Eránosz Jeremiás                 | Sedmihradsko    |                                    |                                                                        | 20. 10. 1863 složil slib. |
| Eyrl Eduard von                  | Tyrolsko        | velkostatkářská                    |                                                                        | 2. 5. 1861 složil slib. |
| Eyssert Adalbert                 | Čechy           | venkovských obcí                   | Rumburk, Varnsdorf                                                     | |
| Faber Karel                      | Čechy           | venkovských obcí                   | Kutná Hora                                                             | Z politických důvodů se nedostavil do sněmovny, přičemž dopis v tomto smyslu byl na schůzi 5. 12. 1864 vyhodnocen jako rezignace na mandát. |
| Filtsch Josef Stanislav          | Sedmihradsko    |                                    |                                                                        | 12. 11. 1864 složil slib. |
| Fischer Alois                    | Tyrolsko        | venkovských obcí                   | Ried, Nauders                                                          | |
| Fischer Karl Heinrich            | Čechy           | velkostatkářská                    |                                                                        | |
| Fleckh Johann                    | Štýrsko         | města a tržní obce                 |                                                                        | |
| Fleischer Wenzel                 | Čechy           | měst a průmysl. míst               | Litoměřice, Lovosice                                                   | |
| Friedenfels Eugen von            | Sedmihradsko    |                                    |                                                                        | 20. 10. 1863 složil slib, 12. 11. 1864 opětovně složil slib.                                                                                |
| Froschauer Sebastian von         | Vorarlbersko    | městská                            | Bregenz                                                                | |
| Girardelli Carlo                 | Terst           | městská                            |                                                                        | |
| Giskra Karl                      | Morava          | městská                            | Brno                                                                   | |
| Gleispach Karl Josef             | Štýrsko         | města a tržní obce                 |                                                                        | 2. 5. 1861 složil slib. |
| Gorjup Anton                     | Gorice          | velkostatkářská                    |                                                                        | |
| Grebmer zu Wolfsthurn Eduard von | Tyrolsko        | venkovských obcí                   | Bruneck, Taufers                                                       | 27. 5. 1861 složil slib. |
| Greuter Josef                    | Tyrolsko        |                                    |                                                                        | 12. 11. 1864 složil slib. |
| Grocholski Kazimierz             | Halič           | velkostatkářská                    |                                                                        | 11. 5. 1861 složil slib. |
| Groisz Gusztáv                   | Sedmihradsko    |                                    |                                                                        | 27. 10. 1863 složil slib, 16. 11. 1864 opětovně složil slib.                                                                                |
| Groß Franz Xaver                 | Horní Rakousy   | měst a průmysl. míst               |                                                                        | |
| Grüner Ignaz                     | Čechy           |                                    |                                                                        | 21. 11. 1864 složil slib. |
| Grünwald Vendelín                | Čechy           | městská                            | Třeboň, Lišov, Týn n. Vltavou                                          | Rezignace oznámena dopisem 15. 5. 1863. |
| Gschier Anton                    | Čechy           | městská                            | Cheb                                                                   | |
| Gschnitzer Mathias               | Salcbursko      | obchodních komor                   |                                                                        | |
| Gull Josef                       | Sedmihradsko    |                                    |                                                                        | 20. 10. 1863 složil slib, 12. 11. 1864 opětovně složil slib.                                                                                |
| Gutowski Julian                  | Halič           | venkovských obcí                   | Nowy Sącz                                                              | 11. 5. 1861 složil slib. |
| Haffner Josef                    | Štýrsko         | venkovských obcí                   |                                                                        | |
| Hagenauer Johann von             | Terst           | městská                            | Terst                                                                  | 17. 6. 1863 složil slib. |
| Hanisch Julius                   | Čechy           | venkovských obcí                   | Dauba                                                                  | 12. 11. 1864 složil slib. |
| Hann Ludwig                      | Horní Rakousy   | měst a průmysl. míst               |                                                                        | |
| Hartig Edmund                    | Čechy           | velkostatkářská                    |                                                                        | |
| Hasner von Artha Leopold         | Čechy           | městská                            | Praha, Staré Město                                                     | |
| Haßlwanter Johann                | Tyrolsko        |                                    |                                                                        | 12. 11. 1864 složil slib. |
| Hassmann Theodor                 | Čechy           | měst a průmysl. míst               | Žatec, Kadaň                                                           | |
| Hauschild Ignác                  | Čechy           | měst a průmysl. míst               | Hr. Králové, Jaroměř, Josefov                                          | |
| Havelka Matěj                    | Čechy           | měst a průmysl. míst               | Písek                                                                  | |
| Hein Franz von                   | Slezsko         | obchodních komor / městská         | Opava                                                                  | |
| Helcel Antoni Zygmunt            | Halič           | městská                            | Krakov                                                                 | 11. 5. 1861 složil slib, rezignace oznámena dopisem 6. 11. 1864.                                                                            |
| Helcelet Jan                     | Morava          | venkovských obcí                   | Dačice, Telč, Jemnice                                                  | Rezignace oznámena dopisem 25. 11. 1864. |
| Herbst Eduard                    | Čechy           | venkovských obcí                   | Šluknov, Haňšpach                                                      | |
| Herrmann Franz                   | Čechy           | venkovských obcí                   | Frýdlant                                                               | |
| Heyß Maximilian                  | Horní Rakousy   | velkostatkářská                    |                                                                        | |
| Hopfen Franz von                 | Morava          | velkostatkářská                    |                                                                        | |
| Horodyski Tomasz                 | Halič           | velkostatkářská                    |                                                                        | 11. 5. 1861 složil slib. |
| Hubicki Karol                    | Halič           | velkostatkářská                    |                                                                        | 11. 5. 1861 složil slib. |
| Hutter Joseph                    | Štýrsko         | venkovských obcí                   |                                                                        | |
| Iliuţ Grigore                    | Bukovina        | venkovských obcí                   | Storožynec                                                             | [ 6 ] |
| Ingram Johann von                | Tyrolsko        | velkostatkářská                    |                                                                        | 2. 5. 1861 složil slib. |
| Isăcescu Leon                    | Bukovina        | městská                            | Rădăuți                                                                | [ 8 ] |
| Jirsík Jan Valerián              | Čechy           | virilista                          |                                                                        | Rezignace oznámena dopisem 8. 10. 1863. |
| Juzyczyński Antoni               | Halič           | venkovských obcí                   | Žovkva                                                                 | 2. 5. 1861 složil slib. |
| Kaiser Ignaz                     | Dolní Rakousy   | venkovských obcí                   | Horn                                                                   | |
| Kaiserfeld Moritz von            | Štýrsko         | venkovských obcí                   |                                                                        | |
| Kalchegger von Kalchberg Josef   | Slezsko         | Frývaldov                          |                                                                        | |
| Karpynec Ivan                    | Halič           | venkovských obcí                   | Čortkiv                                                                | 2. 5. 1861 složil slib. |
| Kellersperg Ernst Leopold        | Čechy           | venkovských obcí                   | Plzeň                                                                  | 16. 11. 1864 složil slib. |
| Kemeter Leopold                  | Horní Rakousy   | venkovských obcí                   |                                                                        | |
| Kerer Johann                     | Tyrolsko        | univerzita                         |                                                                        | |
| Kiderle Franz                    | Horní Rakousy   | venkovských obcí                   |                                                                        | 17. 6. 1863 složil slib. |
| Kinsky Christian                 | Dolní Rakousy   | velkostatkářská                    |                                                                        | 17. 6. 1863 složil slib. |
| Kinsky Eugen                     | Morava          | velkostatkářská                    |                                                                        | |
| Kirchmajer Wincenty              | Halič           | obchodních komor                   | Krakov                                                                 | 11. 5. 1861 složil slib. |
| Klaudy Karel Leopold             | Čechy           | venkovských obcí                   | Jičín, Lomnice, Sobotka, Libau                                         | Zánik mandátu pro absenci oznámen na schůzi 14. 7. 1863.                                                                                    |
| Klein von Wiesenberg Albert      | Morava          | velkostatkářská                    |                                                                        | |
| Kopetz Heinrich                  | Čechy           | velkostatkářská                    |                                                                        | 21. 11. 1864 složil slib. |
| Korb von Weidenheim Karl         | Čechy           | velkostatkářská                    |                                                                        | |
| Korb von Weidenheim Franz        | Čechy           | velkostatkářská                    |                                                                        | 17. 6. 1863 složil slib. |
| Körner Reinhold                  | Horní Rakousy   | městská                            | Linec                                                                  | 17. 6. 1863 složil slib. |
| Kostelník Valentin               | Morava          | městská                            | Frenštát, Příbor, Fulnek                                               | Rezignace oznámena dopisem 3. 12. 1864. |
| Kovačević Jerotej                | Dalmácie        |                                    |                                                                        | 12. 11. 1864 složil slib. |
| Kovbasjuk Mykola                 | Halič           | venkovských obcí                   | Kolomyja                                                               | 2. 5. 1861 složil slib. |
| Král Josef                       | Čechy           | venkovských obcí                   | Plzeň                                                                  | Z politických důvodů se nedostavil do sněmovny, přičemž dopis v tomto smyslu byl na schůzi 5. 12. 1864 vyhodnocen jako rezignace na mandát. |
| Krása Alois                      | Čechy           | venkovských obcí                   | Hořovice, Zbiroh                                                       | 13. 5. 1861 složil slib. |
| Kratochvíle Jan                  | Čechy           | venkovských obcí                   | Kutná Hora                                                             | Z politických důvodů se nedostavil do sněmovny, přičemž dopis v tomto smyslu byl na schůzi 5. 12. 1864 vyhodnocen jako rezignace na mandát. |
| Kromer Franz                     | Kraňsko         | venkovských obcí                   | Kočevje, Leibnitz, Velike Lašče                                        | |
| Krouský Jan                      | Čechy           | venkovských obcí                   | Ml. Boleslav                                                           | Z politických důvodů se nedostavil do sněmovny, přičemž dopis v tomto smyslu byl na schůzi 5. 12. 1864 vyhodnocen jako rezignace na mandát. |
| Krziwanek Eduard                 | Čechy           | velkostatkářská                    |                                                                        | |
| Krzysztofowicz Jakub             | Halič           | městská                            | Stanislavov                                                            | 11. 5. 1861 složil slib. |
| Kuenburg Amand von               | Slezsko         | velkostatkářská                    |                                                                        | |
| Kuranda Ignaz                    | Dolní Rakousy   | městská                            | Vídeň                                                                  | |
| Kuzemskyj Mychajlo               | Halič           | venkovských obcí                   | Mikolajów                                                              | 2. 5. 1861 složil slib. |
| Lapenna Alois von                | Dalmácie        | nejvýše zdanění                    | Split                                                                  | 12. 11. 1864 opětovně složil slib. |
| Lasser von Zollheim Josef        | Salcbursko      | tržní obce                         | Zell am See, Saalfelden, Mittersill, Lofer, Taxenbach                  | |
| Lászlóffy Antal                  | Sedmihradsko    |                                    |                                                                        | 28. 10. 1863 složil slib, 12. 11. 1864 opětovně složil slib.                                                                                |
| Liebig Johann                    | Čechy           | měst a průmysl. míst               | Liberec, Kristiánov                                                    | Rezignoval v říjnu 1862. |
| Lill von Lilienbach Alois        | Čechy           | městská                            | Karlín                                                                 | 12. 11. 1864 složil slib. |
| Lytvynovyč Spyrydon              | Halič           | velkostatkářská                    |                                                                        | 2. 5. 1861 složil slib. |
| Ljubiša Stjepan Mitrov           | Dalmácie        | venkovských obcí                   | Kotor                                                                  | 2. 5. 1861 složil slib. |
| Lohninger Mathias                | Štýrsko         | venkovských obcí                   |                                                                        | |
| Macháček Josef                   | Čechy           | venkovských obcí                   | Smíchov, Zbraslav, Beroun, Unhošť                                      | Zánik mandátu pro absenci oznámen na schůzi 14. 7. 1863.                                                                                    |
| Machiedo Ivan Krstitelj          | Dalmácie        | venkovských obcí                   | Hvar                                                                   | 27. 5. 1861 složil slib, rezignace oznámena dopisem 6. 5. 1862.                                                                             |
| Mandelblüh Franz                 | Morava          | městská                            | Olomouc                                                                | |
| Mandell Rudolf von               | Štýrsko         | velkostatkářská                    |                                                                        | |
| Manu de Boërfalva Gabriel        | Sedmihradsko    |                                    |                                                                        | 12. 11. 1864 složil slib. |
| Mazzuchelli Johann               | Morava          | velkostatkářská                    |                                                                        | |
| Megerle von Mühlfeld Eugen       | Dolní Rakousy   | městská                            | Vídeň                                                                  | |
| Mende Leopold                    | Dolní Rakousy   | venkovských obcí                   | Zwettl                                                                 | |
| Milner Václav                    | Čechy           | venkovských obcí                   | Kolín, Kouřim, Uhl. Janovice                                           | Zánik mandátu pro absenci oznámen na schůzi 14. 7. 1863.                                                                                    |
| Mitrovský Vladimír               | Morava          | velkostatkářská                    | Rezignoval v září 1862.                                                | |
| Moga Dimitrie                    | Sedmihradsko    |                                    |                                                                        | 12. 11. 1864 složil slib. |
| Mohylnyckyj Antin                | Halič           | venkovských obcí                   | Bohorodčany                                                            | 13. 5. 1861 složil slib. |
| Moldovan Dimitrie                | Sedmihradsko    |                                    |                                                                        | 21. 10. 1863 složil slib, 12. 11. 1864 opětovně složil slib.                                                                                |
| Morgenstern Stanisław            | Halič           | venkovských obcí                   | Dąbrowa                                                                | 11. 5. 1861 složil slib. |
| Mörtl Johann                     | Štýrsko         | venkovských obcí                   |                                                                        | Rezignace 26. 10. 1864. |
| Negruţiu Ioan Fekete             | Sedmihradsko    |                                    |                                                                        | 20. 10. 1863 složil slib. |
| Nehrebeckyj Julian               | Halič           | venkovských obcí                   | Rudki                                                                  | 4. 7. 1861 složil slib, 2. 10. 1861 jeho mandát prohlášen pro dlouhodobou absenci za zaniklý.                                               |
| Nerradt Franz                    | Čechy           | městská                            | Liberec                                                                | 12. 11. 1864 složil slib. |
| Neumeister Oswald                | Morava          | městská                            | Třebová, Svitavy, Březová                                              | |
| Neupauer Josef von               | Štýrsko         | velkostatkářská                    |                                                                        | 27. 5. 1861 složil slib. |
| Nischelwitzer Oswald             | Korutany        | venkovských obcí                   | Hermagor, Arnoldstein, Koltschach, Tarvis                              | |
| Nostitz-Rieneck Albert           | Čechy           | velkostatkářská                    |                                                                        | 8. 6. 1861 složil slib, rezignace oznámena dopisem 3. 11. 1861 poté, co nebyla schválena jeho dovolená.                                     |
| Oberleithner Eduard              | Morava          | venkovských obcí                   | Šumperk, Loučná n. Desnou, Staré Město p. Sněžníkem                    | |
| Obert Franz                      | Sedmihradsko    |                                    |                                                                        | 12. 11. 1864 složil slib. |
| Obst Gustav                      | Čechy           | velkostatkářská                    |                                                                        | |
| Ofner Johann                     | Dolní Rakousy   | městská                            | Waidhofen                                                              | |
| Onestinghel Cäsar                | Tyrolsko        | venkovských obcí                   |                                                                        | 17. 6. 1863 složil slib. |
| Pankrác František                | Čechy           | městská                            | Plzeň                                                                  | 13. 12. 1864 složil slib. |
| Petrinó Alexander von            | Bukovina        | velkostatkářská                    |                                                                        | 3. 5. 1861 složil slib. |
| Pfeiffer Josef                   | Čechy           | měst a průmysl. míst               | Jablonec, Hodkovice n. Mohelkou, Smržovka                              | |
| Pfretzschner Norbert             | Tyrolsko        | venkovských obcí                   | Hall, Schwaz                                                           | Rezignace oznámena dopisem 27. 9. 1863. |
| Pillersdorf Franz von            | Dolní Rakousy   | městská                            | Vídeň                                                                  | 22. 2. 1862 zemřel. |
| Pillersdorff Hermann von         | Slezsko         |                                    |                                                                        | 12. 11. 1864 složil slib. |
| Plener Ignaz von                 | Čechy           | obchodních komor                   | Cheb                                                                   | |
| Poche Adolf von                  | Morava          | venkovských obcí                   | Krumlov, Náměšť, Hrotovice                                             | |
| Polevyj Lev                      | Halič           | venkovských obcí                   | Podhajc                                                                | 11. 5. 1861 složil slib. |
| Pop Vasile Ladislau              | Sedmihradsko    |                                    |                                                                        | 20. 10. 1863 složil slib, 12. 11. 1864 opětovně složil slib.                                                                                |
| Popasu Ioan                      | Sedmihradsko    |                                    |                                                                        | 12. 11. 1864 složil slib. |
| Popea Nicolae                    | Sedmihradsko    |                                    |                                                                        | 20. 10. 1863 složil slib, 12. 11. 1864 opětovně složil slib.                                                                                |
| Porenta Carlo                    | Terst           | městská                            | Terst                                                                  | |
| Potocki Adam Józef               | Halič           | venkovských obcí                   | Chrzanow                                                               | 11. 5. 1861 složil slib. |
| Práchenský Josef Stanislav       | Čechy           | městská                            | Mělník, Brandýs, Roudnice                                              | Zánik mandátu pro absenci oznámen na schůzi 14. 7. 1863.                                                                                    |
| Pratobevera von Wiesborn Adolf   | Dolní Rakousy   | městská                            | Klosterneuburg                                                         | |
| Pražák Alois                     | Morava          | venkovských obcí                   | Boskovice, Blansko, Kunštát                                            | Rezignace oznámena dopisem 25. 11. 1864 |
| Proskowetz Emanuel               | Morava          | venkovských obcí                   | Kroměříž, Kojetín, Přerov, Zdounky                                     | Rezignace oznámena dopisem 30. 8. 1861, 17. 6. 1863 opětovně složil slib.                                                                   |
| Pummerer Anton Georg             | Horní Rakousy   | obchodních komor                   | Linec                                                                  | |
| Pușcariu Ioan                    | Sedmihradsko    |                                    |                                                                        | 20. 10. 1863 složil slib, 12. 11. 1864 opětovně složil slib.                                                                                |
| Putzer von Reibegg Johann        | Tyrolsko        | obchodních komor                   | Bolzano                                                                | 2. 5. 1861 složil slib. |
| Rannischer Jacob                 | Sedmihradsko    |                                    |                                                                        | 20. 10. 1863 složil slib. |
| Rechbauer Karl                   | Štýrsko         | městská                            | Štýrský Hradec                                                         | |
| Reichenstein Franz von           | Sedmihradsko    |                                    |                                                                        | 20. 10. 1863 složil slib, 12. 11. 1864 opětovně složil slib.                                                                                |
| Reisner Feliks                   | Halič           | městská                            | Tarnopol                                                               | 11. 5. 1861 složil slib. |
| Riccabona Carlo de               | Tyrolsko        | venkovských obcí                   | Cavalese, Fassa, Primör                                                | 11. 5. 1861 složil slib, ztráta mandátu kvůli soudnímu řízení.                                                                              |
| Rieger František Ladislav        | Čechy           | venkovských obcí                   | Semily, Žel. Brod                                                      | Zánik mandátu pro absenci oznámen na schůzi 14. 7. 1863.                                                                                    |
| Riehl Anton                      | Dolní Rakousy   | venkovských obcí                   | Wiener Neustadt                                                        | |
| Riese-Stallburg Werner Friedrich | Čechy           | velkostatkářská                    |                                                                        | |
| Rogalski Antoni                  | Halič           | venkovských obcí                   | Skalat                                                                 | 13. 5. 1861 složil slib. |
| Rogawski Karol                   | Halič           | venkovských obcí                   | Gorlice                                                                | 27. 5. 1861 složil slib, ztráta mandátu 1864.                                                                                               |
| Rosenauer Wenzel                 | Čechy           | venkovských obcí                   | Budějovice                                                             | Kvůli nemoci nesložil slib. |
| Rosthorn Gustav von              | Korutany        | obchodních komor                   | Klagenfurt                                                             | |
| Roth Hieronymus                  | Čechy           | venkovských obcí                   | Ml. Boleslav                                                           | 12. 11. 1864 složil slib. |
| Rothkirch-Panthen Karel          | Čechy           | velkostatkářská                    |                                                                        | |
| Ruczka Ludwik                    | Halič           | venkovských obcí                   | Ropczyc                                                                | 11. 5. 1861 složil slib. |
| Ruseckyj Ivan                    | Halič           | venkovských obcí                   | Dobromil                                                               | 3. 5. 1861 složil slib. |
| Ryger Anton                      | Morava          | městská                            | Kroměříž                                                               | |
| Řezáč František Josef            | Čechy           | měst a průmysl. míst               | Ml. Boleslav, Nymburk                                                  | zánik mandátu pro absenci oznámen na schůzi 14. 7. 1863.                                                                                    |
| Sadil Ligor                      | Čechy           | městská                            | Kutná Hora                                                             | 16. 11. 1864 složil slib. |
| Sartori Giovanni                 | Tyrolsko        | venkovských obcí                   | Cavalese, Fassa, Primör                                                | |
| Schindler Alexander Julius       | Dolní Rakousy   | městská                            | Vídeň-Neubau                                                           | |
| Schlegel Joseph                  | Štýrsko         | obchodních komor                   | Štýrský Hradec                                                         | |
| Schmerling Anton von             | Čechy           | venkovských obcí                   | Horš. Týn, Hostouň, Poběžovice                                         | |
| Schmidt Konrad                   | Sedmihradsko    |                                    |                                                                        | 21. 10. 1863 složil slib, 12. 11. 1864 opětovně složil slib.                                                                                |
| Schneider Carl Samuel            | Slezsko         | venkovských obcí                   | Bílsko                                                                 | |
| Schneider Ernst                  | Dolní Rakousy   | venkovských obcí                   |                                                                        | 12. 11. 1864 složil slib. |
| Schuler von Libloy Friedrich     | Sedmihradsko    |                                    |                                                                        | 20. 10. 1863 složil slib, 12. 11. 1864 opětovně složil slib.                                                                                |
| Schuller Michael Gottlieb        | Sedmihradsko    |                                    |                                                                        | 20. 10. 1863 složil slib. |
| Schwarzenfeld Ludwig von         | Čechy           | velkostatkářská                    |                                                                        | 27. 5. 1861 složil slib, 11. 10. 1863 zemřel.                                                                                               |
| Siegl Karl                       | Korutany        | venkovských obcí                   | Spittal, Millstadt, Gmünd, Greifenburg, Obervellach, Winklern          | Rezignace 16. 4. 1862. |
| Simonowicz Jakob von             | Bukovina        |                                    |                                                                        | 12. 11. 1864 složil slib. |
| Sipotariu Ioan                   | Sedmihradsko    |                                    |                                                                        | 20. 10. 1863 složil slib. |
| Sitka Jakob                      | Morava          | městská                            | Jihlava                                                                | |
| Skene Alfred                     | Morava          | obchodních komor                   | Brno                                                                   | |
| Smolka Jan Franciszek            | Halič           | městská                            | Lvov                                                                   | 11. 5. 1861 složil slib. |
| Stamm Ferdinand                  | Čechy           | venkovských obcí                   | Žatec, Postoloprty, Chomutov, Hora sv. Šebestiána, Podbořany, Zechnitz | |
| Staněk Ivan Bohdan               | Čechy           | venkovských obcí                   | Benešov, Neveklov, Vlašim                                              | Zánik mandátu pro absenci oznámen na schůzi 14. 7. 1863.                                                                                    |
| Stark Anton von                  | Čechy           | obchodních komor                   | Plzeň                                                                  | 27. 5. 1861 složil slib. |
| Steffens Peter                   | Čechy           | obchodních komor                   | Budějovice                                                             | |
| Stieger Johann                   | Korutany        | městská                            | Klagenfurt                                                             | |
| Stocki Adam                      | Halič           | venkovských obcí                   | Lopatyn                                                                | 2. 5. 1861 složil slib. |
| Stölzle Carl Anton               | Dolní Rakousy   | venkovských obcí                   | Waidhofen an der Thaya                                                 | Rezignace oznámena dopisem 4. 12. 1863. |
| Strass Karl van der              | Morava          | venkovských obcí                   | Nový Jičín, Fulnek, Příbor                                             | |
| Streit Ignaz                     | Morava          |                                    |                                                                        | 12. 11. 1864 složil slib. |
| Stummer August                   | Morava          | městská                            | Krumlov, Ivančice, M. Budějovice, Jemnice                              | |
| Suida Franz                      | Čechy           | venkovských obcí                   | Broumov, Police n. Metují                                              | |
| Szábel Balthasar von             | Morava          | městská                            | Šternberk                                                              | |
| Szeliski Kazimierz               | Halič           | velkostatkářská                    |                                                                        | 11. 5. 1861 složil slib. |
| Szemelowski Teodor               | Halič           | městská                            | Sambir                                                                 | 11. 5. 1861 složil slib. |
| Šebek František                  | Čechy           | měst a průmysl. míst               | Vysoké Mýto, Skuteč, Hlinsko, etc.                                     | 5. 3. 1862 zemřel. |
| Šícha Josef                      | Čechy           | venkovských obcí                   | Kutná Hora                                                             | Z politických důvodů se nedostavil do sněmovny, přičemž dopis v tomto smyslu byl na schůzi 5. 12. 1864 vyhodnocen jako rezignace na mandát. |
| Šlechta Antonín                  | Čechy           | městská                            | Ml. Boleslav                                                           | Z politických důvodů se nedostavil do sněmovny, přičemž dopis v tomto smyslu byl na schůzi 5. 12. 1864 vyhodnocen jako rezignace na mandát. |
| Švestka František                | Čechy           | městská                            | Karlín                                                                 | Zánik mandátu pro absenci oznámen na schůzi 14. 7. 1863.                                                                                    |
| Tarčanovskyj Symon               | Halič           | venkovských obcí                   | Turka                                                                  | 2. 5. 1861 složil slib. |
| Taschek Franz                    | Čechy           | velkostatkářská                    |                                                                        | |
| Teutsch Georg Daniel             | Sedmihradsko    |                                    |                                                                        | 12. 11. 1864 složil slib. |
| Thót Samuel von                  | Sedmihradsko    |                                    |                                                                        | 12. 11. 1864 složil slib. |
| Tinti Karl Wilhelm von           | Dolní Rakousy   | velkostatkářská                    |                                                                        | |
| Toman Lovro                      | Kraňsko         | venkovských obcí                   | Radovljica, Weißenfels                                                 | |
| Tomek Václav Vladivoj            | Čechy           | venkovských obcí                   | Březnice, Blatná, Mirovice                                             | Rezignace oznámena v červnu 1863. |
| Trauschenfels Franz von          | Sedmihradsko    |                                    |                                                                        | 20. 10. 1863 složil slib. |
| Trausch von Trauschenfels Eugen  | Sedmihradsko    |                                    |                                                                        | 12. 11. 1864 složil slib. |
| Trojan Alois Pravoslav           | Čechy           | venkovských obcí                   | Smíchov                                                                | |
| Tschabuschnigg Adolf von         | Korutany        | velkostatkářská                    |                                                                        | |
| Tureckyj Heorhij                 | Bukovina        | venkovských obcí                   | Zastavna                                                               | [ 20 ] |
| Ugarte Josef                     | Morava          | velkostatkářská                    |                                                                        | 27. 7. 1862 zemřel. |
| Vrints zu Falkenstein Maximilian | Dolní Rakousy   | velkostatkářská                    |                                                                        | |
| Waidele von Willingen Ernst      | Čechy           | venkovských obcí                   | Žlutice, Bochov                                                        | |
| Walterskirchen Georg Wilhelm von | Dolní Rakousy   | velkostatkářská                    |                                                                        | 25. 5. 1865 zemřel. |
| Waser Josef von                  | Štýrsko         | města a tržní obce                 |                                                                        | |
| Wenisch Johann von               | Čechy           | venkovských obcí                   | Tachov, Přimda                                                         | |
| Wężyk Leonard                    | Halič           | velkostatkářská                    |                                                                        | 11. 5. 1861 složil slib. |
| Wieninger Anton                  | Horní Rakousy   | venkovských obcí                   |                                                                        | |
| Winterstein Simon                | Dolní Rakousy   | obchodních komor                   |                                                                        | |
| Wiser Karl                       | Horní Rakousy   | městská                            | Linec                                                                  | |
| Witalis Michał                   | Halič           | venkovských obcí                   | Tarnow                                                                 | 3. 5. 1861 složil slib. |
| Wodzicki Kazimierz Stanisław M.  | Halič           | velkostatkářská                    |                                                                        | 11. 5. 1861 složil slib, rezignoval v II. zasedání sněmovny.                                                                                |
| Wohlwend Fidel Markus            | Vorarlbersko    | venkovských obcí                   | Feldkirch, Vorarlbersko                                                | |
| Wokaun Franz                     | Čechy           | městs a průmysl. míst              |                                                                        | 17. 6. 1863 složil slib. |
| Wratislaw Josef                  | Čechy           | velkostatkářská                    |                                                                        | [ 21 ] [ 22 ] |
| Wrbna-Freudenthal Rudolf Eugen   | Morava          | velkostatkářská                    |                                                                        | 17. 6. 1863 složil slib, opětovně složil slib.                                                                                              |
| Wurzbach-Tannenberg Carl         | Kraňsko         | velkostatkářská                    |                                                                        | |
| Zátka Hynek                      | Čechy           | venkovských obcí                   | Budějovice, Lišov, Hluboká n. Vltavou, Týn n. Vltavou                  | Zánik mandátu pro absenci oznámen na schůzi 14. července 1863.                                                                              |
| Zeidler Jeroným Josef            | Čechy           | velkostatkářská                    |                                                                        | 17. 6. 1863 složil slib. |
| Zelený Václav                    | Čechy           | venkovských obcí                   | Něm. Brod, Humpolec, Polná, Přibyslav                                  | Zánik mandátu pro absenci oznámen na schůzi 14. 7. 1863.                                                                                    |
| Zikmund Josef                    | Čechy           | měst a průmysl. míst               | Čáslav, Chotěboř, Golčův Jeníkov                                       | Zánik mandátu pro absenci oznámen na schůzi 14. 7. 1863.                                                                                    |
| Zimmermann Joseph Andreas        | Sedmihradsko    |                                    |                                                                        | 20. 10. 1863 složil slib, 12. 11. 1864 opětovně složil slib.                                                                                |
| Zyblikiewicz Mikołaj             | Halič           | velkostatkářská                    |                                                                        | 11. 5. 1861 složil slib. |
| Žák Jan                          | Čechy           | městská                            |                                                                        | Rezignoval během II. zasedání sněmovny, nesložil slib, po znovuzvolení opětovná rezignace 22. 11. 1864, aniž by složil slib.                |